# Malatión
El malatión es un insecticida organofosforado sintético de amplio uso en agricultura con actividad por contacto, ingestión e inhalación. Los residuos de malatión en el medio ambiente, incluso en bajas concentraciones, pueden tener efectos adversos en los seres humanos, las plantas, los animales y los ecosistemas. Interfiere la transmisión de los impulsos nerviosos por inhibición de la colinesterasa.  En estado puro es un líquido incoloro. El malatión de calidad técnica, que contiene más de 90% de pureza, es un líquido pardo-amarillento cuyo olor recuerda al ajo .

## Campo de actividad
Requiere asesoramiento profesional, si se usa como insecticida en cosechas agrícolas y en jardines, para tratar piojos en la cabeza de seres humanos y para tratar pulgas en animales domésticos. Se usa también para eliminar mosquitos y la mosca mediterránea de la fruta en extensas áreas al aire libre en cultivos de cítricos y frutales principalmente. Es uno de los insecticidas de más amplio espectro.
El malatión es bastante liposoluble por lo que se absorbe con rapidez en el organismo humano. Se metabolizan con rapidez tanto en insectos como en vertebrados. Los peces no pueden metabolizar el malatión, por lo que mueren con el uso excesivo de esta sustancia.
El malatión interfiere con el funcionamiento normal de los nervios y del cerebro. La exposición a niveles muy altos de malatión en el aire, el agua o los alimentos por un período breve puede causar dificultad para respirar, opresión del pecho, vómitos, calambres, diarrea, visión borrosa, sudor excesivo, mareo, pérdida del conocimiento y la muerte. Si las personas que están expuestas a grandes cantidades de malatión reciben tratamiento apropiado de inmediato, puede que no ocurran efectos adversos a largo plazo. Cuando la exposición es a niveles de malatión más bajos que los que afectan la función de los nervios, parecen ocurrir pocos o ningún problema de la salud.[cita requerida]
Es probable que los efectos del malatión sobre la salud de niños sean similares a los observados en adultos. No se sabe si los niños son más sensibles a los efectos del malatión que los adultos. Hay ciertos datos que sugieren que las ratas jóvenes pueden ser más sensibles que las adultas a los efectos sobre el sistema nervioso.[cita requerida]
No se han observado defectos de nacimiento en seres humanos expuestos a malatión. No obstante, se han observado efectos sobre el desarrollo en crías de animales que ingirieron suficiente malatión durante la preñez como para afectar la salud de la madre. Los estudios en animales han demostrado que el malatión puede ser transferido de una madre preñada al feto y de una madre que lacta al recién nacido a través de la leche materna.[cita requerida]
Malatión en el medio ambiente.[cita requerida]
- El malatión entra al ambiente principalmente cuando se rocía sobre cosechas agrícolas.
- El malatión no se adhiere al suelo y es degradado rápidamente por bacterias en el suelo, de manera que generalmente no se mueve del suelo al agua subterránea.
- En el agua, el malatión es degradado por la acción del agua y de bacterias en el agua.
- En el aire, el malatión es degradado por la luz solar.
- El malatión no se acumula en la cadena alimentaria debido a la rápida degradación en los organismos acuáticos.

## Toxicidad
El uso del malatión se extendió por cuatro razones fundamentales: toxicidad relativamente baja para mamíferos, reducida persistencia, amplio espectro y bajo precio. Sin embargo, su uso fue más rápido que los estudios para determinar su impacto real. Existen numerosas evidencias bibliográficas que describen los efectos negativos del malatión sobre la salud humana y los ecosistemas.

### Exposición
Para la población humana la exposición más probable al malatión es por beber agua o comer alimentos contaminados, o por contacto cutáneo con plantas, suelos o superficies contaminadas. También puede acceder al cuerpo al respirar aire que lo contiene.
La mayoría de las personas no están expuestas a malatión en el aire que respiran o en las cosas que tocan. Las personas que corren el mayor riesgo de estar expuestas son aquellas que trabajan con este producto: trabajadores agrícolas, pulverizadores químicos y personas que trabajan en las fábricas productoras de malatión o de otros productos que contienen este compuesto. Otras personas que están en riesgo de exposición son quienes lo usan cerca de sus hogares y en sus jardines y personas que viven en áreas donde se rocía malatión para controlar moscas o mosquitos.
Las personas pueden exponerse a cantidades peligrosas si entran en campos poco después de que hayan sido rociados. La gente que más probabilidad tiene de estar expuesta puede protegerse usando ropa especial y equipos de respiración y quedándose fuera de los campos rociados la cantidad adecuada de tiempo; puede ser hasta 6 días.

### Toxicocinética

#### Absorción
Después de la exposición oral, el malatión se absorbe de forma rápida. Se absorbe también fácilmente a través de la piel pero la cantidad absorbida va a depender de la dosis y el lugar de exposición. Se absorbe con más facilidad en las axilas, seguido de la frente y con menor facilidad en el antebrazo. Por otro lado, se absorbe también fácilmente cuando el vapor o la niebla del aerosol se inhalan.

#### Distribución
Por vía intravenosa se distribuye principalmente a hígado, riñones, intestino delgado, tracto urinario y pulmones. Por vía oral va principalmente al estómago, y otras pequeñas partes al intestino delgado y saliva. Por vía dérmica se distribuye con mayor dificultad.

#### Metabolismo
Se han encontrado 10 metabolitos, de los cuales el más abundante es el ácido dicarboxílico. Los seres humanos poseen además, en exclusiva, fosfato monometil y fosfato dimetil. La bioactivación del malatión es necesaria para que pueda ejercer su efecto tóxico. Dicha bioactivación está mediada principalmente por las enzimas del citocromo P450 en el hígado, que crean el metabolito activo malaoxón a través de sulfuronación oxidativa.

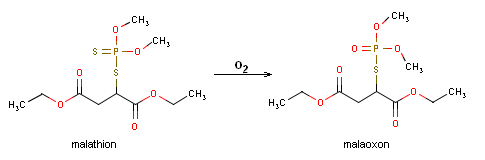
Figura 1. Oxidación del malatión a malaoxón.

Tanto malatión como malaoxón se metabolizan en compuestos solubles en agua por enzimas carboxilesterasas. Ciertas impurezas pueden potenciar la toxicidad de malatión y malaoxón al inhibir esas carboxilesterasas. Estas impurezas se pueden formar durante el proceso de fabricación o después de largos períodos de almacenamiento.
Figura 2. Hidrólisis de malatión. 
Los animales (incluidos humanos) metabolizan el malatión por una de-esterificación. Rutas secundarias incluyen: desulfuración oxidativa, hidrólisis de fosfatasas y desalquilación.

#### Excreción
Se elimina principalmente por la orina. Se ha detectado también en leche materna aunque no se sabe si su presencia puede causar efectos adversos en los lactantes.

### Mecanismo de acción tóxico
La toxicidad del malatión se produce por la unión de su metabolito activo, malaoxón, con la acetilcolinesterasa (AchE), la cual se encuentra en los mamíferos, anfibios, peces, reptiles, aves e insectos. En circunstancias normales, la AChE se une al neurotransmisor acetilcolina (ACh) en la sinapsis y la hidroliza. Cuando la AChE está ligada al malaoxón, la ACh se acumula en la sinapsis nerviosa y provoca una sobreestimulación del sistema nervioso.
Los mamíferos y aves tienen mayor actividad carboxilesterasa respecto a los niveles en los insectos. Esto permite que las aves y los mamíferos puedan degradar el malatión más rápidamente de lo que se oxida a la forma malaoxón. Por lo tanto, los vertebrados superiores pueden desintoxicarse y excretar malatión más fácilmente que los insectos. Esto explica la relativamente baja toxicidad del malatión para los mamíferos y aves.
Figura 3. Diferencias de biotransformación que explican la toxicidad selectiva de malatión. 
La mayor producción de carboxilesterasa con el consiguiente aumento de la detoxificación del malatión parece ser el mecanismo subyacente de plagas de insectos resistentes.
Los microorganismos tales como bacterias pueden utilizar el malatión como fuente de carbono y fósforo.
Las plantas metabolizan el malatión a malaoxón aunque esto parece ser una vía menor y malaoxon se elimina rápidamente. No se espera que sea tóxico para las plantas o algas acuáticas debido a que su acción se dirige al sistema nervioso.
La exposición conjunta de malatión con otros organofosforados puede conducir a toxicidad aditiva.El calentamiento del malatión también puede conducir a la formación de isomalatión, que es un potente inhibitor de la AchE y produciría una mayor toxicidad. 

### Toxicidad aguda
Se debe tener en cuenta que para que un humano experimente toxicidad se debe exponer a dosis altas. Las dosis que son letales para insectos no lo son para los humanos, por las razones explicadas anteriormente.
Los síntomas muscarínicos incluyen sudoración excesiva, constricción de las pupilas, lagrimeo, salivación, calambres abdominales, diarrea, náuseas, vómitos, opresión en el pecho y dificultad para respirar.
Los síntomas nicotínicos pueden incluir debilidad muscular, calambres musculares o contracciones musculares, ataxia y parálisis.
La exposición al malatión también puede causar cambios en la presión arterial.
Produce efectos sobre las neuronas colinérgicas del sistema nervioso central que pueden producir dolor de cabeza, confusión, insomnio, disminución de la frecuencia o de la profundidad de la respiración, convulsiones y coma.
Los niños pueden mostrar signos algo diferentes que en los adultos después de la exposición al malatión. Los niños son menos propensos a mostrar una disminución en la frecuencia cardiaca, sudoración, temblores musculares y lagrimeo que los adultos, y más probabilidades de mostrar letargo, convulsiones, pupilas, salivación excesiva, debilidad muscular y coma.
Neuropatía retardada: neurotoxicidad caracterizada por un daño en los axones de los nervios periféricos y centrales. Este síndrome se caracteriza por debilidad o parálisis y parestesia de extremidades, principalmente inferiores. La neuropatía se puede manifestar 1 a 3 semanas después de la exposición y perdurar semanas, meses o años.
Síndrome Intermedio: ocurre después de la resolución de una crisis colinérgica aguda y dentro de un período de 24 – 96 horas, la cual se caracteriza por parálisis respiratoria y debilidad muscular facial de cuello y de los músculos proximales de las extremidades. Este síndrome es el resultado de una alteración pre y post sináptica de la trasmisión neuromuscular. 
Figura 4. Efectos tóxicos según el lugar de acción. 
Figura 5. Criterios toxicológicos para establecer valores de referencia para la exposición alimentaria y no alimentaria a malatión.

### Disruptor endocrino
Se observó, en ratas (de experimentación), una supresión de la función secretora del tiroides así como un aumento de la TSH, lo que se piensa que está relacionado con un mecanismo de compensación para restaurar los niveles de hormonas tiroideas. Se detectó también un aumento de hiperplasia paratiroidea en ratas macho y de adenomas y carcinomas de células foliculares tiroideas.
Además se vieron niveles elevados de glucosa en sangre así como de la concentración de insulina, una disminución de prolactina pituitaria, aumento de prolactina en suero y aumento del peso de la glándula pituitaria.
Por otra parte se vieron aumento de daños y anomalías en ovocitos y reducción del nivel normal de estrógenos en sangre.
El malatión es una de las primeras sustancias que se han probado como posible disruptor endocrino. Sin embargo, esto no quiere decir que sea, efectivamente, disruptor endocrino.

### Carcinogénesis
En animales existe controversia acerca de este tema. En estudios realizados en animales de experimentación a largo plazo, con exposición dietética, se han encontrado ciertas asociaciones, así como en ciertos estudios a dosis muy elevadas. En humanos, por su parte, no hay evidencias claras de asociación entre el malatión y el cáncer.
Efectos en la reproducción y teratogenia:
En el caso de los humanos no existen datos acerca de los efectos en la reproducción y la teratogenia. En animales de experimentación se redujo la viabilidad de los espermatozoides a dosis muy elevadas (en cerdos) y la AchE en cerebro de la descendencia (en ratones). Se vio afectada la actividad de la AchE en fetos de conejo y disminuyó el peso corporal de la madre. En estudios de neurotoxicidad, alteraciones neurológicas en la descendencia.

### Diagnóstico y Seguimiento
Existen pruebas para determinar si ha existido exposición al malatión. Se pueden medir productos metabólicos en orina siempre y cuando esta prueba se realice pocos días después de la exposición. Sin embargo, la presencia de metabolitos en orina no es indicador suficiente de que la exposición al malatión ha sido lo suficientemente elevada como para producir efectos tóxicos. Además, esta presencia de metabolitos también puede deberse a que hayan sido ingeridos en la dieta o desde el medio ambiente.
Se puede realizar un análisis de sangre para medir los niveles de colinesterasa en sangre y compararlos con una persona con niveles normales. Este tipo de examen no es específico del malatión y se puede realizar para determinar la exposición de cualquier inhibidor de la colinesterasa. Además la variación de los niveles de esta enzima puede deberse también a otros factores como por ejemplo enfermedades.
En animales, muestras de sangre, el contenido del estómago, el pelo o los vómitos pueden ser evaluados para determinar la actividad de la AchE. La disminución de su actividad, es indicador de una exposición al malatión.

### Antídoto y tratamiento
El tratamiento específico incluye la atropina como agente antimuscarínico y obidoxima o pralidoxima como reactivadores enzimáticos para favorecer el metabolismo y por tanto la eliminación del malatión.
En el caso de la atropina hay que administrar 1 - 2 mg en adultos o 0.05 mg/kg para niños por vía intravenosa y repetir las dosis cada 10 minutos hasta signos de atropinización. En administración intravenosa continua, administrar 0,02-0,08 mg/kg/hora hasta obtener respuesta. Hay casos descritos en que se han llegado a utilizar 3 g de atropina en 24 horas.
En el caso de los activadores enzimáticos, la obidoxima hay que administrarla en 250 mg con un máximo de 750 mg al día en adultos, en niños se puede usar de 4 a 8 mg/kg no excediendo los 250 mg. En lo que respecta a la pralidoxima se administran 1 – 2 gramos en adultos o 25 – 50 mg/kg en niños por vía intravenosa o intramuscular y repetir la dosis 1 – 2 horas después según necesidad.
En ingestión: - Lavado gástrico - Carbón activado.
En intoxicaciones dérmicas: Sacar toda la ropa, bañar con agua y jabón al paciente, (proporcionar protección al personal médico que realice esta maniobra). Estos pacientes deben ser observados por lo menos 6 a 8 horas, antes de ser dados de alta.

### Peligrosidad
Figura 6. Diamante de peligrosidad.
Salud (Azul): 2- Una exposición intensa o continua podría causar incapacidad temporal o posibles lesiones residuales, a menos de que se proporcione un rápido tratamiento médico.
Inflamabilidad (Rojo): 1 - Debe ser precalentada para que ocurra el incendio.
Riesgo de Explosión (Amarillo): 0 - Normalmente estable, incluso bajo condiciones de incendio y no es reactiva con el agua.
Figura 7. Peligroso para el medio ambiente.
La sustancia es muy tóxica para los organismos acuáticos. Esta sustancia puede ser peligrosa para el ambiente; debería prestarse especial atención a las abejas. Evitar la fuga de la sustancia en circunstancias diferentes a su uso normal.